# Велке Поржичи
Велке Поржичи (чеш. Velké Poříčí) је насељено мјесто са административним статусом варошице (чеш. městys) у округу Наход, у Краловехрадечком крају, Чешка Република.

## Становништво
Према подацима о броју становника из 2014. године насеље је имало 2.451 становника.